# Semir Pepic
Semir Pepic (Pepić), (* 25. září 1972 Podgorica, Jugoslávie) je bývalý reprezentant Československa, Slovenska a od roku 2003 Austrálie v judu. Po otci je Jugoslávec.

## Sportovní kariéra
Po rozvodu rodičů se s matkou vrátil do Československa. S judem začal v Hlohovci, později přešel do nedaleké Trnavy a nakonec do tréninkového centra Dukly Banská Bystrica. Svoji sportovní kariéru začal v kategorii polotěžkých vah. Společně s Petrem Jáklem ml. měli pokračovat v úspěších Jiřího Sosny. V roce 1993 se však jejich reprezentační cesty rozdělily, přestože jejich sportovní osudy měly podobnou cestu. Jak Jákla tak Pepice sužovali častá zranění a oba museli ukončit kariéru předčasně na přelomu tisíciletí. Pepic jí však dokázal opět po letech nastartovat.
V roce 1996 se kvalifikoval na olympijské hry v Atlantě, ale prohrál ve druhém kole s Novozélanďaněm Gowingem na ippon. Po olympijských hrách zápasil dál již mezi těžkými vahami.
Jeho životním turnajem se stalo domácí mistrovství Evropy v Bratislavě v roce 1999, kde vybojoval v kategorii těžkých vah stříbrnou medaili a v kategorii bez rozdílu vah 5. místo. Tento úspěch však draze zaplatil sérii vážných zranění, která znamenala konec sportovní kariéry.
V roce 2000 se jel podívat na olympijské hry jako divák a v Sydney nakonec zůstal. Živil se jako vyhazovač, učil judo a seznámil se s krajanem a emigrantem z bývalého Československa Milošem Kováčikem (účast na MS 1973), který pracoval jako asistent hlavního trenéra reprezentace Austrálie. V roce 2003 začal opět s tvrdým tréninkem a se ziskem australského občanství se dostal okamžitě do reprezentace. Ke kvalifikaci na olympijské hry Australanovi postačilo vyhrát oceánské mistrovství, což v praxi znamenalo porazit Novozélanďana (pokud nějaký byl) a některé z nadšených fanoušků, amatérů z pacifických ostrovů. Účast na olympijských hrách v Athénách tak byla pro zkušeného borce jakým on byl formalitou. Po výhrách nad Kolumbijcem a Američanem se dostal až do čtvrtfinále, kde nestačil na Íránce Fašandiho. V opravách se do souboje o bronzovou medaili neprobojoval.
V roce 2008 se opět bez větších problémů kvalifikoval na olympijských hrách v Pekingu, kde prohrál v prvním kole po vyrovnaném boji s Kazachem Ichsagalijevem. Sportovní kariéru ukončil až po mistrovství světa v roce 2009.

## Výsledky

### Váhové kategorie
| Turnaj              | Československo | Československo | Československo | Slovensko      | Slovensko      | Slovensko      | Slovensko      | Slovensko  | Slovensko  | Slovensko  | Slovensko  | Slovensko  | Slovensko  | Austrálie  | Austrálie  | Austrálie  | Austrálie  | Austrálie  | Austrálie  | Austrálie  |
| Turnaj              | 1990           | 1991           | 1992           | 1993           | 1994           | 1995           | 1996           | 1997       | 1998       | 1999       | 2000       | 2001       | 2002       | 2003       | 2004       | 2005       | 2006       | 2007       | 2008       | 2009       |
| Turnaj              | 18             | 19             | 20             | 21             | 22             | 23             | 24             | 25         | 26         | 27         | 28         | 29         | 30         | 31         | 32         | 33         | 34         | 35         | 36         | 37         |
| Turnaj              | polotěžká váha | polotěžká váha | polotěžká váha | polotěžká váha | polotěžká váha | polotěžká váha | polotěžká váha | těžká váha | těžká váha | těžká váha | těžká váha | těžká váha | těžká váha | těžká váha | těžká váha | těžká váha | těžká váha | těžká váha | těžká váha | těžká váha |
| ------------------- | -------------- | -------------- | -------------- | -------------- | -------------- | -------------- | -------------- | ---------- | ---------- | ---------- | ---------- | ---------- | ---------- | ---------- | ---------- | ---------- | ---------- | ---------- | ---------- | ---------- |
| Olympijské hry      |                |                | —              |                |                |                | úč.            |            |            |            | —          |            |            |            | úč.        |            |            |            | úč.        |            |
| Mistrovství světa   |                | —              |                | úč.            |                | —              |                | úč.        |            | úč.        |            | —          |            | —          |            | úč.        |            | úč.        |            | úč.        |
| Mistrovství Evropy  | —              | —              | —              | úč.            | úč.            | —              | úč.            | úč.        | úč.        | 2.         | —          | —          | —          | x          | x          | x          | x          | x          | x          | x          |
| Mistrovství Oceánie | x              |                | x              |                | x              |                | x              |            | x          |            | x          |            | x          |            | 1.         |            | 1.         |            | 1.         |            |
| MS juniorů          | —              |                | 5.             |                |                |                |                |            |            |            |            |            |            |            |            |            |            |            |            |            |
| ME juniorů          | 3.             | 2.             | ?              |                |                |                |                |            |            |            |            |            |            |            |            |            |            |            |            |            |

### Bez rozdílu vah
| Turnaj              | Československo | Československo | Československo | Slovensko | Slovensko | Slovensko | Slovensko | Slovensko | Slovensko | Slovensko | Slovensko | Slovensko | Slovensko | Austrálie | Austrálie | Austrálie | Austrálie | Austrálie | Austrálie | Austrálie |
| Turnaj              | 1990           | 1991           | 1992           | 1993      | 1994      | 1995      | 1996      | 1997      | 1998      | 1999      | 2000      | 2001      | 2002      | 2003      | 2004      | 2005      | 2006      | 2007      | 2008      | 2009      |
| Turnaj              | 18             | 19             | 20             | 21        | 22        | 23        | 24        | 25        | 26        | 27        | 28        | 29        | 30        | 31        | 32        | 33        | 34        | 35        | 36        | 37        |
| ------------------- | -------------- | -------------- | -------------- | --------- | --------- | --------- | --------- | --------- | --------- | --------- | --------- | --------- | --------- | --------- | --------- | --------- | --------- | --------- | --------- | --------- |
| Mistrovství světa   |                | —              |                | úč.       |           | —         |           | úč.       |           | úč.       |           | —         |           | —         |           | úč.       |           | úč.       | —         |           |
| Mistrovství Evropy  | —              | —              | úč.            | —         | úč.       | —         | —         | —         | úč.       | 5.        | —         | —         | —         | x         | x         | x         | x         | x         | x         | x         |
| Mistrovství Oceánie | x              |                | x              |           | x         |           | x         |           | x         |           | x         |           | x         |           | —         |           | 1.        |           | —         |           |